# تونل رنو
تونل رنو مربوط به دوره پهلوی است و در شهرستان ایوان، دهستان سراب، غرب روستای سراب واقع شده و این اثر در تاریخ ۲۶ اسفند ۱۳۸۷ با شمارهٔ ثبت ۲۶۰۲۲ به‌عنوان یکی از آثار ملی ایران به ثبت رسیده است.